# (500119) 2012 BV137
(500119) 2012 BV137 es un asteroide perteneciente al cinturón de asteroides, descubierto el 17 de noviembre de 2004 por el equipo del Campo Imperatore Near-Earth Object Survey desde el Observatorio de Campo Imperatore, L'Aquila (Abruzzo), Italia.

## Designación y nombre
Designado provisionalmente como 2012 BV137.

## Características orbitales
2012 BV137 está situado a una distancia media del Sol de 2,245 ua, pudiendo alejarse hasta 2,679 ua y acercarse hasta 1,810 ua. Su excentricidad es 0,193 y la inclinación orbital 1,893 grados. Emplea 1228,77 días en completar una órbita alrededor del Sol.

## Características físicas
La magnitud absoluta de 2012 BV137 es 18,8.